# Dokument policyjny
Dokument policyjny – odmiana filmu noir o fabule opartej na autentycznych wydarzeniach, nakręcona w technice półdokumentalnej.
Dokumenty policyjne powstawały zazwyczaj w plenerach, poza atelier, często w miejscach, w których rozegrały się autentyczne wydarzenia. Zawierały elementy zaczerpnięte z kroniki filmowej, m.in. narrację prowadzoną spoza kadru i specyficzny podkład muzyczny, co nadawało im pozór dokumentu.
Pionierem tego typu filmów był producent Louis de Rochemont, który na prośbę szefa produkcji 20th Century Fox Darryla Zanucka poszukiwał metody na tworzenie stosunkowo tanich filmów fabularnych. Pierwszym dokumentem policyjnym był film Henry’ego Hathawaya Dom przy 92 ulicy z 1945 roku. W tym nurcie mieści się też film Dzwonić Northside 777 tego samego reżysera oraz m.in. Nagie miasto Julesa Dassina oraz Detektyw ze stacji Union Station Rudolpha Maté.